# Grad Hošperk
Grad Hošperk (nemško Haasberg; Hazberch) je nekdanji grad, katerega skromne ruševine se nahajajo na griču Stari grad (703 m) v Planini (Občina Postojna). Je predhodnik Dvorca Hošperk iz 17. stoletja.

## Zgodovina
Prvotni grad, je bil prvič omenjen kot grad Unec (castrum Moevntz) leta 1295. Ožje območje Hašperka je bilo pred prvo omembo (1217) v posesti grofov Goriških. Pridobili so ga najbrž s poroko grofa Engelberta III. z Matildo, hčerko grofa Majnharda Črnograjsko-Šumberško-Ortenburškega. Pripadajoča zemljiška posest je izvirala iz posesti rodbine Weimar-Orlamünde, deloma pa je bil nekoč oglejski fevd. Grad Hašperk je najbrž nastal do konca 12. stoletja na dominantni 703-metrski vzpetini nad Uncem, kjer je bilo najdenih več predmetov iz halštatske in rimske dobe. Varoval je križišče cest proti Logatcu, Ljubljani, Cerknici in na Kras in pomembno mitnico.« Gre torej za izjemno pomembno križišče, kjer se t. i. »patriarhova pot«, ki prihaja čez Bloke in Cerknico, priključi »ljubljanski« ali »kraški« cesti v Gorico oziroma Trst. Ker je bil tu grad postavljen že v 12. stoletju, je iz tega razvidno, kako pomembno in trgovsko živahno je bilo to križišče že v prejšnjih stoletjih. »Poleg Goriških so imeli tam fevde tudi gospodje z Devina, ki so jih leta 1307 prodali kranjskemu vicedomu Henriku Gralantu, njegova vdova Elizabeta (roj. Rihemberška) pa leta 1333 grofom Goriškim, med drugim tudi daz purchstal und den perch der da haizzet der Hazperch. S tem se je tamkajšnja goriška posest zaokrožila.« Grad so upravljali številni kastelani in fevdniki Goriških grofov, med njimi vitezi Albenski iz rodbine Neuhausov. V. 14. stoletju (prvič omenjen 1307) v virih najbolj izstopa kastelan Renzo, ki se leta 1321 omenjal kot dominus Renc miles de Alpibus ter nato še leta 1330 in 1332. Bil je ugleden vitez, po izvoru iz Novega gradu na Notranjskem (Podgrad pod Brkini) ter brat Witiga Bogatca, poročen s hčerjo Hermana z Viševka. Pred letom 1373 je bil gradiščan neki Herman, med letoma 1375 in 1377 je omenjen neki Konrad Muracher z Landecka na Tirolskem, leta 1409 pa se omenja Gilg Gallenberger z Osterburga. Leta 1435 so Hošperk pridobili Celjski grofje - leta 1439 se kot oskrbnik omenja Michael Reichenberger, ki ga avstrijski vojvoda Friderik opominja, naj ne nadleguje ljubljanski trgovcev Po izumrtju Celjskih 1456 pa je prešel na Habsburžane, ki so ga do leta 1587 oddajali kot deželnoknežji fevd. Med kastelani so bili Wagni in znameniti Rauberji. Leta 1476 ima grad Baltazar Wagen. tedaj je več članov njegove družine umrlo za kugo. Leta 1511 ga je poškodoval potres. Leta 1563 preide grad v lastništvo rodbine Windischgrätz, ko se je Sebastijan pl. Windischgrätz poročil s Katerino pl. Rauber, leta 1577 pa je bil zastavljen Juriju Hofferju.